# Hiémation
L'hiémation est la capacité de certains organismes à se développer malgré le froid.
L'ergot du seigle ou l'edelweiss sont capables d'hiémation.